# Guangdong Nanzi Paiqiu Dui 2015-2016
Questa voce raccoglie le informazioni riguardanti il Guangdong Nanzi Paiqiu Dui nelle competizioni ufficiali della stagione 2015-2016.

## Organigramma societario
Area direttiva
- Presidente: Hua Wei

Area tecnica
- Allenatore: Li Wenlin
- Secondo allenatore: Cao Maowen
- Assistente allenatore: Hao Zhaopeng

Area sanitaria
- Medico: Chen Zhiqing

## Rosa
| N° | Nome            | Ruolo | Data di nascita   | Nazionalità sportiva |
| -- | --------------- | ----- | ----------------- | -------------------- |
| 1  | Qu Yuanjie      | S     | 22 gennaio 1996   | Cina                 |
| 2  | Huang Zhijian   | C     | 6 maggio 1993     | Cina                 |
| 3  | Huang Yongkang  | C     | 19 agosto 1994    | Cina                 |
| 4  | Tang Caijie     | C     | 17 gennaio 1997   | Cina                 |
| 5  | Liang Zhenhui   | S/O   | 15 gennaio 1993   | Cina                 |
| 6  | Lu Xinyu        | S     | 10 luglio 1994    | Cina                 |
| 7  | Zhong Qichao    | L     | 15 aprile 1993    | Cina                 |
| 8  | Wu Haotian      | S     | 6 luglio 1995     | Cina                 |
| 9  | Yan Tingwei     | P     | 5 febbraio 1993   | Cina                 |
| 10 | Wang Guoli      | C     | 6 febbraio 1995   | Cina                 |
| 11 | Lin Jiaxi       | S     | 19 febbraio 1996  | Cina                 |
| 12 | Sun Hongwei     | S     | 27 gennaio 1996   | Cina                 |
| 13 | Lin Zhijie      | S     | 19 febbraio 1992  | Cina                 |
| 14 | Wang Hebin      | P     | 27 giugno 1999    | Cina                 |
| 15 | Zheng Guangyuan | S/O   | 6 agosto 1997     | Cina                 |
| 16 | Zhang Jingqi    | C     | 20 aprile 1993    | Cina                 |
| 17 | Huang Luhua     | P     | 30 maggio 1998    | Cina                 |
| 18 | Chen Jiajie     | L     | 17 settembre 1995 | Cina                 |
| 19 | Wang Diwen      | S/O   | 12 aprile 1993    | Cina                 |
| 20 | Huang Zhiyang   | S/O   | 26 aprile 1996    | Cina                 |

## Mercato
| Acquisti | Acquisti        | Acquisti | Acquisti   |
| R.       | Nome            | da       | Modalità   |
| -------- | --------------- | -------- | ---------- |
| S        | Qu Yuanjie      | ?        | definitivo |
| C        | Lin Jiaxi       | ?        | definitivo |
| S        | Lin Zhijie      | Shanghai | definitivo |
| P        | Wang Hebin      | ?        | definitivo |
| S/O      | Zheng Guangyuan | ?        | definitivo |
| P        | Huang Luhua     | ?        | definitivo |
| S/O      | Huang Zhiyang   | ?        | definitivo |

| Cessioni | Cessioni        | Cessioni | Cessioni      |
| R.       | Nome            | a        | Modalità      |
| -------- | --------------- | -------- | ------------- |
| S        | Han Tianyi      | Shanghai | fine prestito |
| S        | Wang Xiangshuai | -        | ritirato      |
| S/O      | Hao Zhaopeng    | ?        | definitivo    |
| S        | Wang Xinglong   | ?        | definitivo    |
| P        | Zhu Jianming    | ?        | definitivo    |
| S        | Wu Yulin        | ?        | definitivo    |
| S        | Huang Chao      | ?        | definitivo    |

## Risultati

### Volleyball League A

#### Regular season

##### Prima fase
| 1ª giornata - 15 novembre 2015 Taishan Xinning Stadium, Taishan           | Guangdong | 0 - 3 | Shandong  | 19-25, 23-25, 22-25               |
| 2ª giornata - 19 novembre 2015 Zibo City Sports Center Arena, Zibo        | Shandong  | 3 - 2 | Guangdong | 25-16, 25-22, 23-25, 24-26, 17-15 |
| 3ª giornata - 22 novembre 2015 Glory Stadium, Pechino                     | Beijing   | 3 - 0 | Guangdong | 25-15, 25-14, 25-19               |
| 4ª giornata - 26 novembre 2015 Taishan Xinning Stadium, Taishan           | Guangdong | 3 - 1 | Liaoning  | 26-24, 25-12, 20-25, 27-25        |
| 5ª giornata - 29 novembre 2015 University Students Gymnasium, Pechino     | Bayi      | 3 - 0 | Guangdong | 25-10, 25-21, 29-27               |
| 6ª giornata - 3 dicembre 2015 Nanyang City Sports Center Stadium, Nanyang | Henan     | 3 - 0 | Guangdong | 25-22, 25-20, 25-18               |
| 7ª giornata - 6 dicembre 2015 Taishan Xinning Stadium, Taishan            | Guangdong | 0 - 3 | Henan     | 17-25, 15-25, 21-25               |
| 8ª giornata - 10 dicembre 2015 Taishan Xinning Stadium, Taishan           | Guangdong | 0 - 3 | Beijing   | 22-25, 14-25, 7-25                |
| 9ª giornata - 13 dicembre 2015 Fushun City College Gymnasium, Fushun      | Liaoning  | 3 - 2 | Guangdong | 25-22, 21-25, 28-30, 25-23, 15-11 |
| 10ª giornata - 17 dicembre 2015 Taishan Xinning Stadium, Taishan          | Guangdong | 1 - 3 | Bayi      | 21-25, 21-25, 25-23, 21-25        |

##### Seconda fase
| 11ª giornata - 24 dicembre 2015 Deqing County Sports Center Stadium, Deqing  | Zhejiang  | 3 - 1 | Guangdong | 22-25, 25-19, 25-22, 25-23        |
| 12ª giornata - 27 dicembre 2015 Shijiazhuang Zhongshan Stadium, Shijiazhuang | Hebei     | 3 - 0 | Guangdong | 25-21, 25-22, 25-15               |
| 13ª giornata - 31 dicembre 2015 Taishan Xinning Stadium, Taishan             | Guangdong | 1 - 3 | Zhejiang  | 25-27, 25-21, 22-25, 22-25        |
| 14ª giornata - 3 gennaio 2016 Taishan Xinning Stadium, Taishan               | Guangdong | 3 - 2 | Hebei     | 25-18, 26-28, 15-25, 25-23, 15-11 |

##### Torneo di qualificazione
| 1ª giornata - 18 gennaio 2016 ?, ? | Hubei     | 3 - 1 | Guangdong | 23-25, 25-14, 25-17, 25-21 |
| 2ª giornata - 19 gennaio 2016 ?, ? | Guangdong | 3 - 1 | Liaoning  | 25-18, 25-23, 23-25, 25-18 |
| 3ª giornata - 20 gennaio 2016 ?, ? | Tianjin   | 3 - 0 | Guangdong | 25-19, 25-22, 26-24        |

## Statistiche

### Statistiche di squadra
| Competizione        | Punti | In casa | In casa | In casa | In trasferta | In trasferta | In trasferta | Totale | Totale | Totale |
| Competizione        | Punti | G       | V       | P       | G            | V            | P            | G      | V      | P      |
| ------------------- | ----- | ------- | ------- | ------- | ------------ | ------------ | ------------ | ------ | ------ | ------ |
| Volleyball League A | 6     | 7       | 2       | 5       | 7            | 0            | 7            | 17     | 3      | 14     |
| Totale              | -     | 7       | 2       | 5       | 7            | 0            | 7            | 17     | 3      | 14     |

G = partite giocate; V = partite vinte; P = partite perse

### Statistiche dei giocatori
Nessun dato disponibile.